# Paolo Lami
Paolo Lami (Collesalvetti, 14 dicembre 1907 – Collesalvetti, 1º agosto 1970) è stato un calciatore italiano, di ruolo portiere.

## Carriera
Autentica bandiera del Livorno, nelle cui file militò fra il 1925 e il 1936, disputando, dopo la nascita del girone unico, quattro campionati di Serie A (per complessive 90 presenze in massima serie) e tre di Serie B (68 presenze fra i cadetti, con la vittoria nel campionato di Serie B 1932-1933).
È tuttora il portiere che ha subito il maggior numero di reti in una stagione di Serie A (71 nell'annata 1929-1930).

## Palmarès

### Club

#### Competizioni nazionali
- Serie B: 2

Livorno: 1932-1933, 1936-1937